# Morioka
Morioka (Japans: 盛岡市, Morioka-shi) is de hoofdstad van de prefectuur Iwate in het noorden van Honshu, Japan. De stad heeft een oppervlakte van 886,47 km² en begin 2008 bijna 300.000 inwoners.

## Geschiedenis
Morioka ligt in het gebied dat aan het begin van de jaartelling werd bewoond door het volk van de Emishi. Generaal Sakanoue no Tamuramaro kreeg de opdracht de Emishi te onderwerpen en hij bouwde het kasteel Shiwa waarna het gebied geleidelijk onder keizerlijk bestuur werd gebracht.
Aan het einde van de Heianperiode (eind 12e eeuw) viel Morioka onder de Ōshū Fujiwara-clan die haar zetel had in Hiraizumi, ten zuiden van Marioka. Deze clan werd vernietigd door shogun Minamoto no Yoritomo en vervangen door de Kudo-clan. Tijdens de Muromachiperiode (1336–1573) breidde de Nambu-clan vanuit het noordelijke Sannohe zijn gebied uit.
Morioka werd in 1597, onder de naam Kozukata, een kasteelstad toen Nobunao, de 26e heer van de Nanbu-clan, de Kozakata-burcht hier liet bouwen. De naam Kozukata werd in de 17e eeuw veranderd in Morioka.
Tijdens de Boshin-oorlog sloot Morioka een pro-shogun alliantie met Aizu, het westelijk deel van de huidige prefectuur Fukushima, en vocht tegen de keizer. Als gevolg hiervan werd in 1874 het kasteel Kozukata verwoest en tegenwoordig zijn slechts resten van de buitenmuren te zien.
Morioka werd op 1 april 1889 een stad (shi) bij de aanwijzing tot hoofdstad van de prefectuur Iwate.
In 1993 was Morioka gastheer voor het Wereldkampioenschappen Alpineskiën.
Morioka behoort sinds 1 november 2000 tot de kernsteden van Japan.
Op 10 januari 2006 werd het dorp Tamayama aan Morioka toegevoegd.

## Geografie
Morioka ligt in de Kitakami laagvlakte bij de samenloop van de rivieren Kitakami, Shizukuishi en Nakatsu. De Kitakami is de grootste rivier en loopt van noord naar zuid door de stad. Ten noordwesten van Morioka ligt de 2.041 meter hoge vulkaan Iwate. Ten noorden van de stad ligt de berg Kamekami en bij helder weer is in het zuidoosten de berg Hayachine te zien.

## Lokale producten
Morioka is bekend door de
- metaalbewerking: Nambu tetsubin (genoemd naar de Nambu-clan) is van hoge kwaliteit;
- houtbewerking: de houten, gedraaide poppen;
- keramiek uit Kuji: Kuji-yaki;
- textiel: bekende verftechnieken/patronen zijn Nambu Kodai Katazome en Nambu Shikonzome;
- Nambu senbei, een speciaal soort rijstcracker, is een lokale delicatesse.

## Bezienswaardigheden
- Van de burcht die in de periode 1597-1633 werd gebouwd zijn resten van de buitenmuren te zien en de onregelmatige trappen (die een snelle beklimming bemoeilijkten). In het daaromheen liggende Iwate-park staat het gedenkteken aan de dichter Ishikawa Takuboku (1886–1912).
- Het geboortehuis van de eerste niet-adellijke minister-president Hara Takashi (1918-1921).
- Hashimoto-museum met werk van de schilder Hashimoto Yaoji (1903–1979) plus keramiek en metaalkunst.
- Het Iwate Museum voor moderne kunst toont werk van drie bekende lokale kunstenaars, Tetsugoro Yorozu, Shunsuke Matsumoto en Yasutake Funakoshi. Daarnaast zijn er nationale en internationale tentoonstellingen.
- De steensplijtende kersenboom: een drie- tot vierhonderd jaar oude kersenboom die tijdens zijn groei een granietblok heeft gespleten. In 1923 werd deze boom/steen tot nationaal monument uitgeroepen.
- Het heiligdom Hoon-ji werd oorspronkelijk gebouwd in Sannohe door Moriyuki, de 13e heer van de Nambu-clan, en naar Morioka verplaatst door Toshinao, de 27e leider van de Nambu-clan. In 1735 is de rakan-hal gebouwd (en herbouwd in 1858. In deze hal staan 500 rakan, gelakte houten beelden "die offers van anderen verdienen" (gemaakt in Kioto en later naar Morioka gebracht. Het bijzondere is dat er onder deze beelden ook de figuren Marco Polo en Koeblai Khan bevinden. Tegenwoordig is het een Zen training tempel.
- Mitsuishi tempel (letterlijk, 'drie rotsblokken'). Er liggen drie rotsblokken op het terrein met boeien eraan als herinnering aan het verhaal van de 'Oni no tegata'. Dit is een legende die de naam 'Iwate' verklaart. Volgens de legende was er eens een duivel die de lokale bevolking lastigviel. Toen de bevolking de geesten van Mitsuishi aanriepen voor bescherming, werd de duivel geboeid aan de stenen en gedwongen tot de belofte de bevolking nooit meer lastig te vallen. Als teken van deze belofte liet de duivel een handafdruk na in een van de stenen. De naam 'Iwate' betekent letterlijk 'rots hand'. Na een regenbui zou de handafdruk van de duivel nog zichtbaar zijn.
- De bank van Iwate uit 1911 in het centrum van de stad. De gevel van rode baksteen en wit graniet is een voorbeeld van de bouwstijl van de Meijiperiode.

Feesten
- Op 15 juni wordt bij het Chagu-Chagu Umakko een kleurrijke paardenparade door Morioka gehouden.
- Van 1 tot 3 augustus is het Sansa Odori, een feest rond traditionele, lokale dansen.
- Jaarlijks wordt van 5 tot 7 september het Hanamaki-matsuri gevierd, met als hoogtepunt de 'hertendans' ((Shika-odori).
- 14 tot 16 september is het Hachman-gu-feest met een parade met een draagbare schrijn en een veelkleurige feestwagen.

## Stedenbanden
Morioka heeft een stedenband met
- Victoria, Canada - sinds 1985

## Geboren in Morioka
- Hara Takashi (1856-1921), premier van Japan (1918-1921)
- Yukino Yoshida (2003), schaatsster
- Inazo Nitobe (schrijver, diplomaat en politicus)
- Katsura Funakoshi (beeldhouwer
- Ishikawa Takuboku (dichter)
- Mitsumasa Yonai (voormalig minister-president)
- Masanori Murakawa - The Great Sasuke (worstelaar)
- Taka Michinoku (worstelaar)

## Aangrenzende steden
- Hanamaki
- Hachimantai

## Verkeer
Morioka ligt aan de Tohoku Shinkansen en de Akita shinkansen, de Tohoku-hoofdlijn, de Tazawako-lijn, de Yamada-lijn en de Hanawa-lijn van de East Japan Railway Company, en aan de Iwategingatetsudo-lijn van de Iwate Galaxy Railway Company.
Morioka ligt aan Tohoku-autosnelweg en aan de autowegen 4, 46, 106, 282, 396, 455 en 456.

## Afbeeldingen

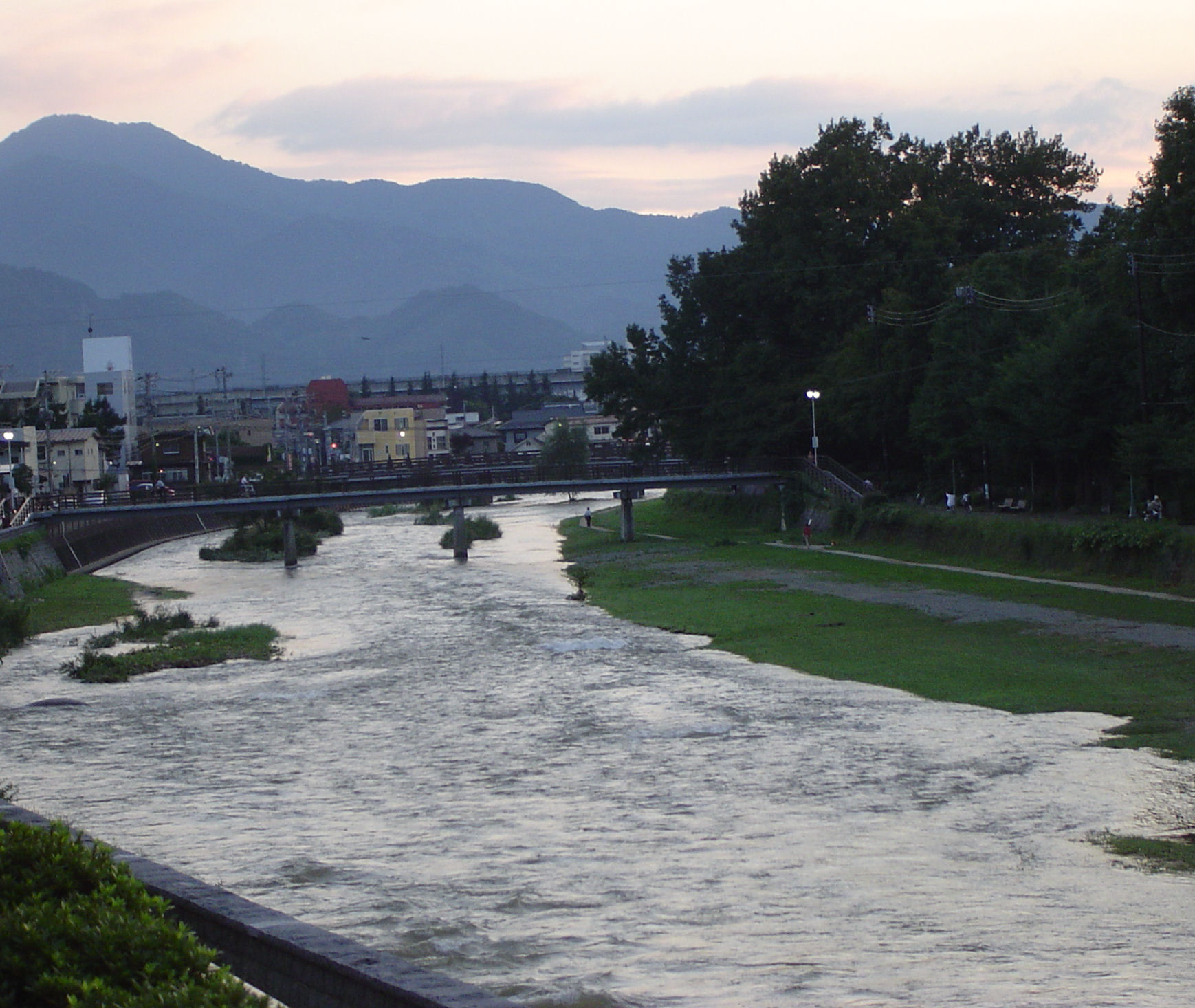
De rivier Kitakami
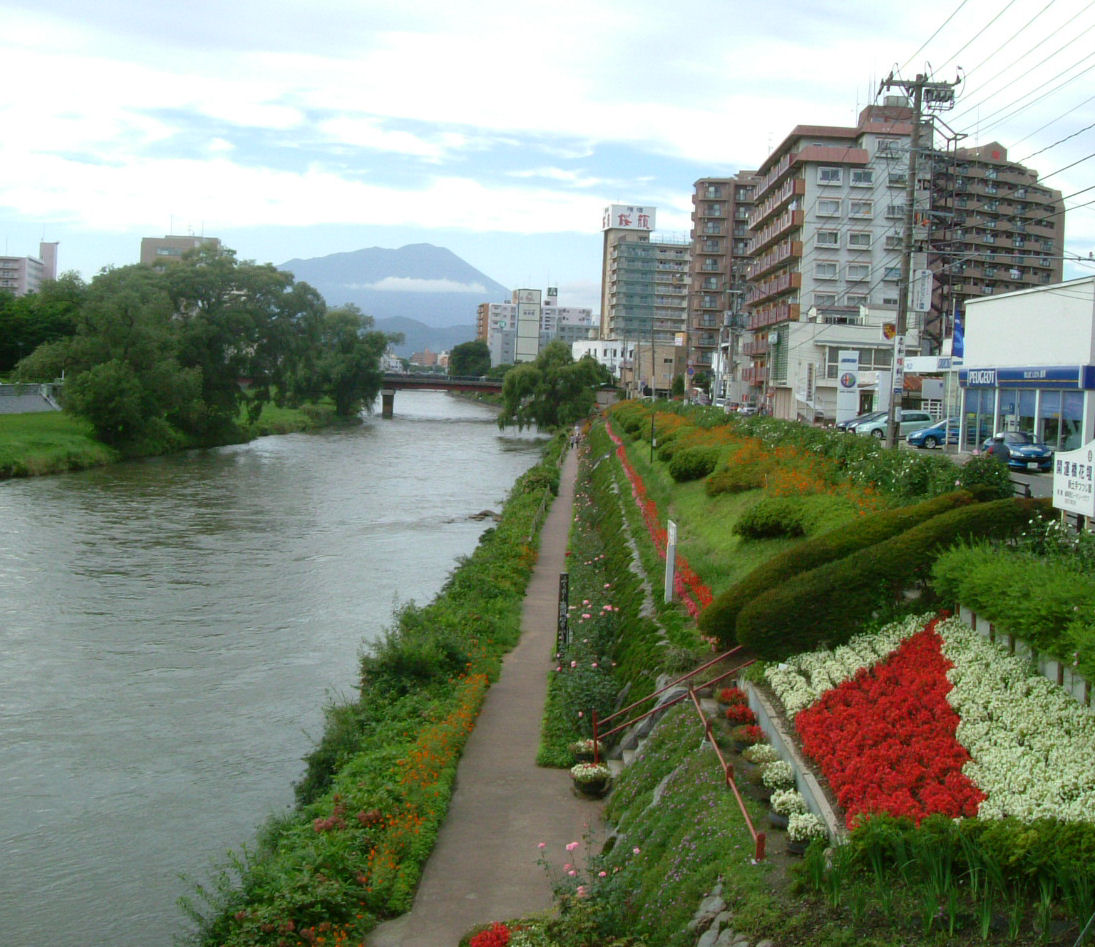
De rivier Kitakami en berg Iwate
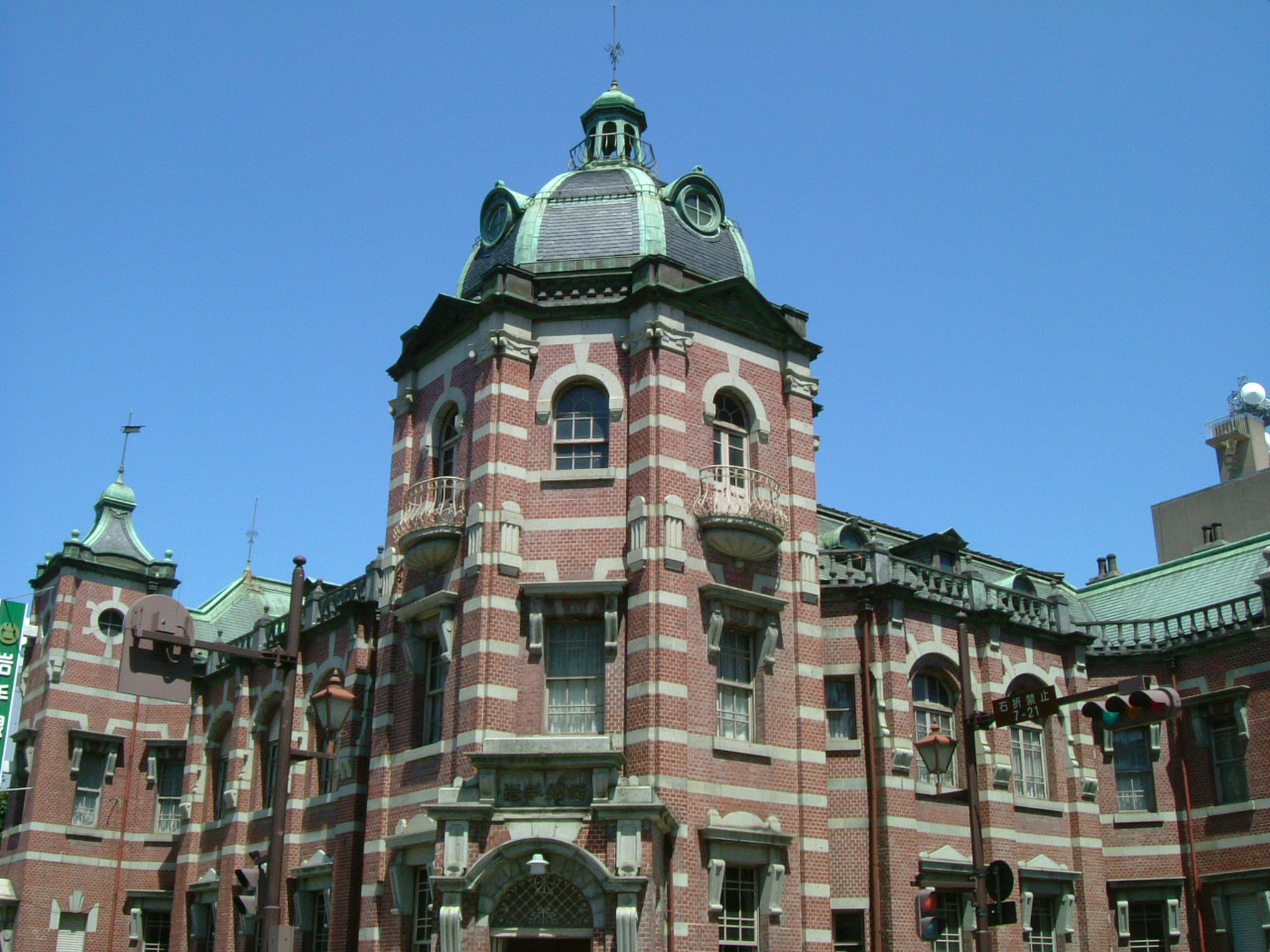
Bank (Iwate Ginko)
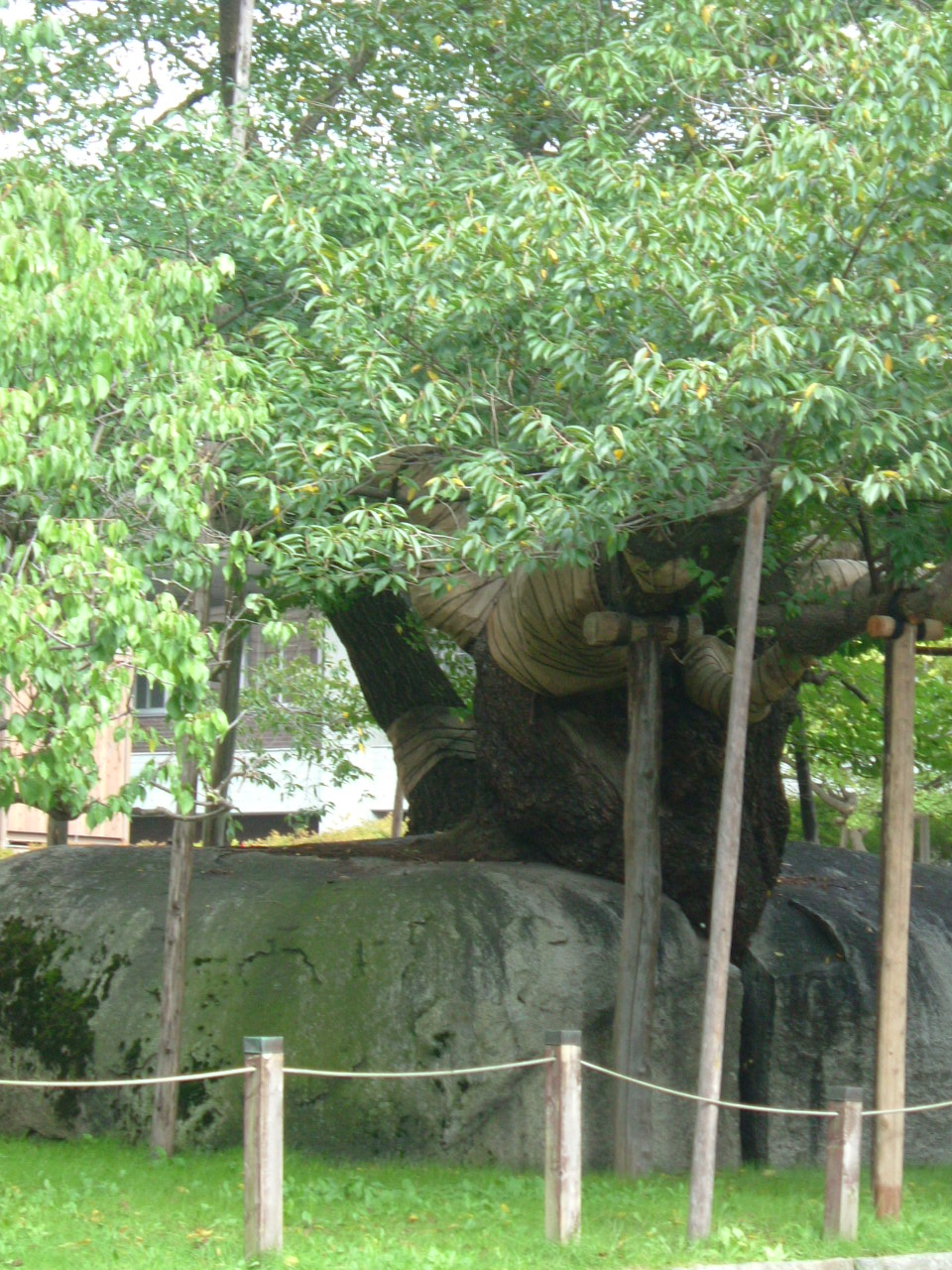
De steensplijtende kersenboom
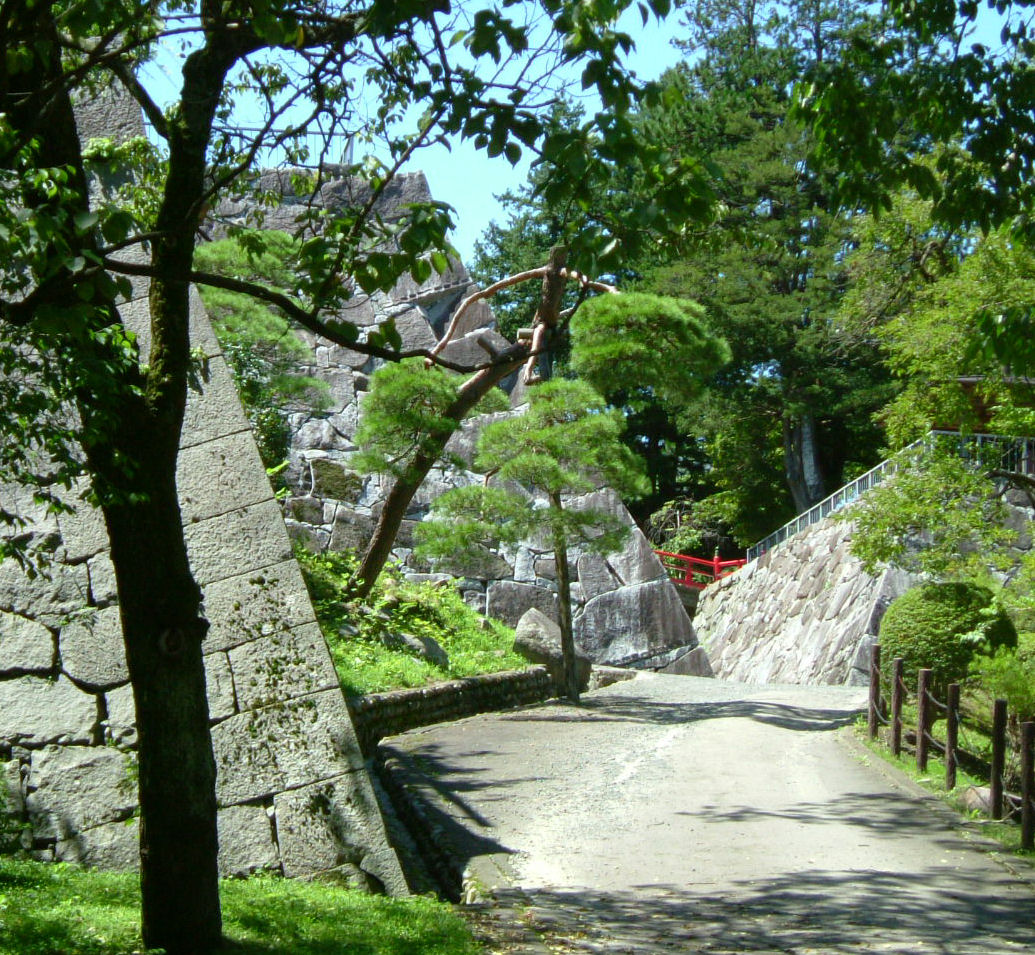
Ruïnes van het kasteel
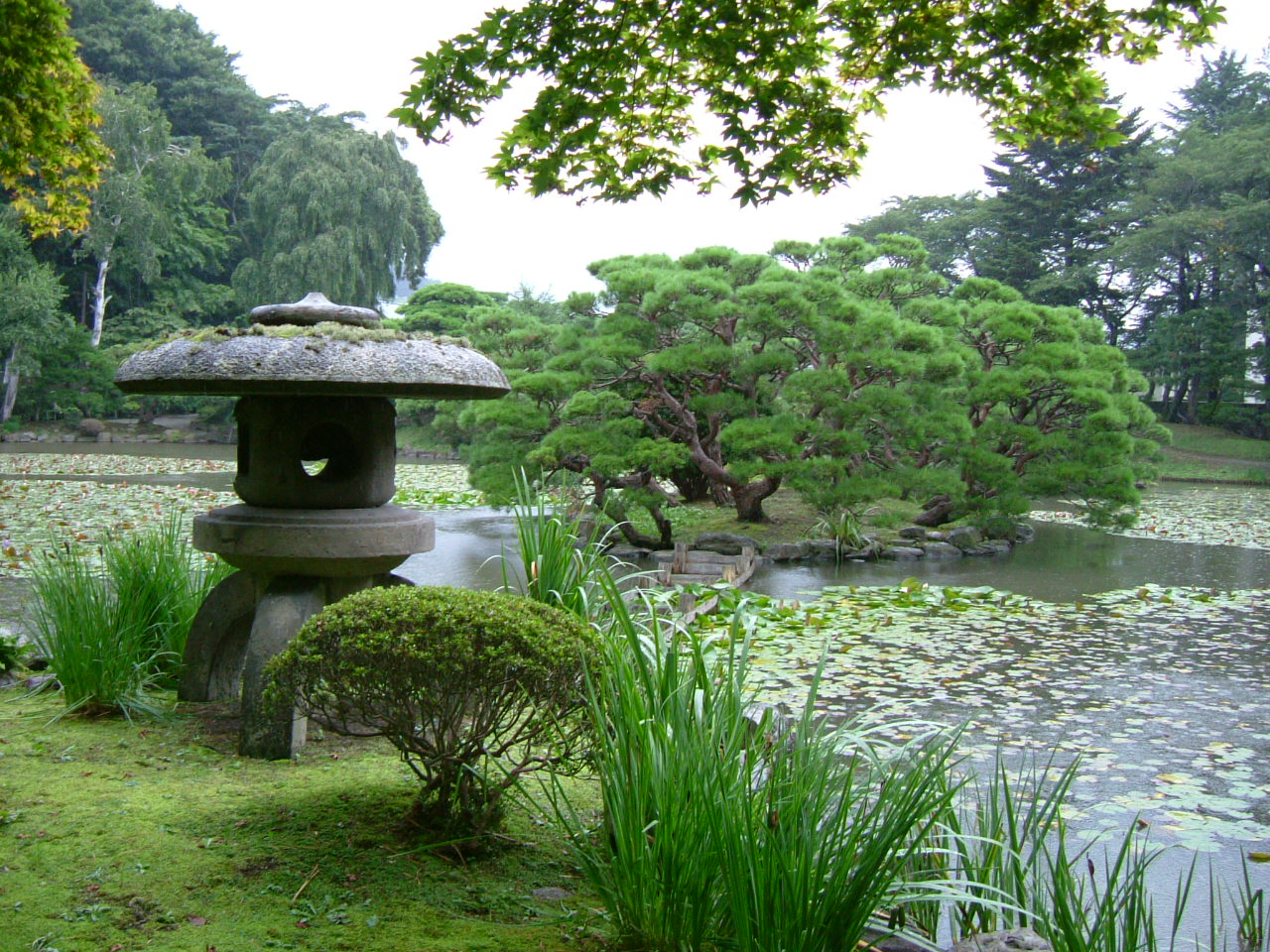
Japanse tuin
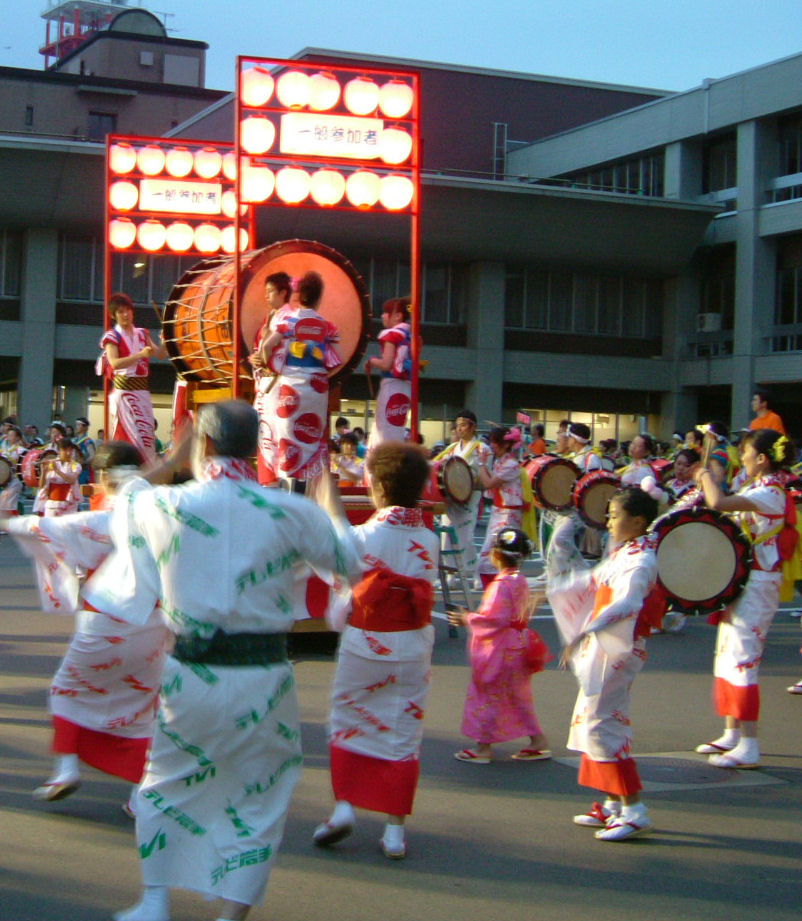
Sansa-Odori-feest
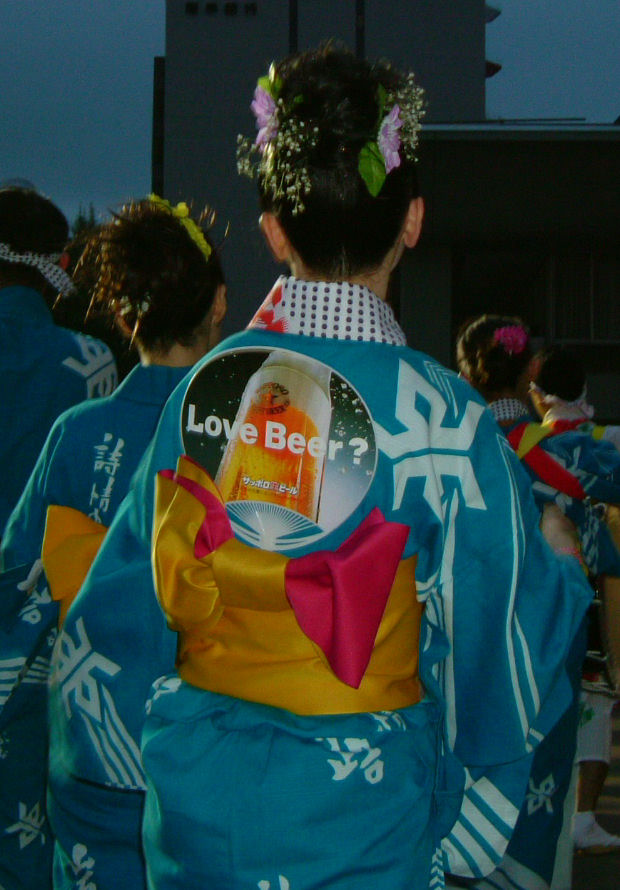
Sansa-Odori-feest

Steden:
Hachimantai · Hanamaki · Ichinoseki · Kamaishi · Kitakami · Kuji · Miyako · Morioka (hoofdstad) · Ninohe · Ōfunato · Ōshū · Rikuzentakata · Takizawa · Tōno

Districten:
Higashiiwai · Isawa · Iwate · Kamihei · Kesen · Kunohe · Ninohe · Nishiiwai · Shimohei · Shiwa · Waga
Gemeenten per district
Akita · Amagasaki · Aomori · Asahikawa · Fukuyama · Funabashi · Gifu · Hakodate · Higashiosaka · Himeji · Iwaki · Kagoshima · Kanazawa · Kashiwa · Kawagoe · Kōchi · Koriyama · Kurashiki · Kurume · Maebashi · Matsuyama · Miyazaki · Morioka · Nagano · Nagasaki · Nara · Nishinomiya · Ōita · Okazaki · Otsu · Sagamihara · Shimonoseki · Takamatsu · Takasaki · Takatsuki · Toyama · Toyohashi · Toyonaka · Toyota · Utsunomiya · Wakayama · Yokosuka